# PaperTracer
PaperTracer es un software de gestión documental ofrecido por HaMi como SaaS. Originalmente fue creado como un sistema de gestión de activos que fue ampliado a la gestión de contratos y otras operaciones comparables. Igualmente, nació para organizaciones del sector sanitario, pero fue introduciendo plantillas y nuevas prácticas para la gestión documental en otros sectores.
El concepto central es una solución completa, para todos los roles, operaciones y etapas, del flujo de trabajo de una organización. Ofrece muchas posibilidades de adaptación de sus funcionalidades a la forma específica de operar de cada organización. Como en todo recurso digital de gestión documental, el objetivo es automatizar y trazar los workflow de la documentación interna y externa, tanto para optimizar su organización y recuperación como para minimizar la inversión de tiempo en su gestión.
Al ser un producto SaaS en la nube, PaperTracer permite su empleo en cualquier terminal fija o portátil, con tal de que el navegador esté soportado. También ofrece apps Android e iOS. Como otra funcionalidad destacable, ofrece muchas posibilidades para la generación automática de informes y una gestión granulada de los permisos de los usuarios, así como diferentes recursos para auditar la eficiencia de los workflow. Es adaptable a diferentes regulaciones y normativas documentales nacionales.